# Malá Lodina
Malá Lodina é um município da Eslováquia, situado no distrito de Košice-okolie, na região de Košice. Tem 38,34 km² de área e sua população em 2018 foi estimada em 179 habitantes.

## Demografia
| Ano:        | 1994 | 2004   | 2014   | 2024    |
| ----------- | ---- | ------ | ------ | ------- |
| Broj ljudi: | 197  | 186    | 175    | 222     |
| Razlika:    |      | -5,58% | -5,91% | +26,85% |

| Ano:               | 2023 | 2024   |
| ------------------ | ---- | ------ |
| Número de pessoas: | 221  | 222    |
| Diferença:         |      | +0,45% |